# Brita Borg
Brita Kerstin Gunvor Borg (Estocolmo (distrito de Södermalm), 10 de junho de 1926 — Borgholm, 4 de maio de 2010) foi uma cantora e atriz sueca.
Ela iniciou a sua carreira como atriz na revista Vårat gäng depois cantou em Vecko-Revyn em 1943. Em 1945, ela fundou o quarteto  Flickery Flies com Allan Johansson. Em 1947, começou uma colaboração com  Povel Ramel. Ela trabalha notavelmente no seu programa de rádio "Fyra kring en flygel.
Artista de variedades, ela esteve muito em voga na Suécia durante os anos 50. Ela representou a Suécia no Festival Eurovisão da Canção 1959 com a canção  Augustin. No Melodifestivalen de 1959, os cantores dessa canção foram Siw Malmkvist e Gunnar Wiklund , mas  Brita Borg acabou por ser a representante sueca
Ela continuou a cantar em revistas durante os anos 60. Björn Ulvaeus, Benny Andersson e Stig Anderson escreveram-lhe o seu último disco  em 1969 Ljuva Sextital que esteve durante 20 semanas no top sueco de vendas. Na década de 1970, fez teatro, depois de ir desaparecendo pouco a pouco da vida pública..

## Canções famosas
- "Tangerine" (1943)
- "Alla säger att jag ser så ledsen ut" (1947)
- "Jag ska ta morfar med mig ut i kväll" (1948)
- "Sodom och Gomorra"
- "Calypso Italiano" (1957)
- "Kärlek livet ut" (1957)
- "Sorglösa brunn" (duo avec Ramel)
- "Ge en fräknig och ful liten flicka en chans"
- "Regn, regn, regn"
- "Utsikt från en bro"
- "Gotländsk sommarnatt"
- "Frysboxcalypso"
- "Ett rent undantag"
- "Jan Öivind Swahn"
- "Die Borg"

## Filmografia
- 1959 - Rymdinvasion i Lappland
- 1958 - Den store amatören
- 1954 - I rök och dans
- 1953 - I dur och skur
- 1953 - I dimma dold
- 1951 - Dårskapens hus
- 1949 - Med flyg till sjunde himlen
- 1949 - Gatan
- 1948 - Lilla Märta kommer tillbaka
- 1940 - Swing it, magistern!